# Julia Seitz
Julia Seitz (* 14. Februar 1994 in Kaufbeuren) ist eine ehemalige deutsche Eishockeyspielerin, die über viele Jahre beim ECDC Memmingen in der Fraueneishockey-Bundesliga spielte.

## Karriere
Julia Seitz begann ihre Eishockeykarriere beim ESV Kaufbeuren, für den sie bis 2011 in der (männlichen) Schüler-Bundesliga spielte. Anschließend wechselte sie zum ECDC Memmingen, für den sie ab 2011 in der Fraueneishockey-Bundesliga, dem DEB-Pokal der Frauen und dem EWHL Super Cup spielte. 2013 gewann sie mit dem Club den DEB-Pokal.
Julia Seitz nahm im Juniorenbereich an den U18-Weltmeisterschaften 2010, 2011 und 2012 teil.
Bei der Weltmeisterschaft 2015 belegte sie mit dem Frauen-Nationalteam den achten und damit letzten Platz, was den Abstieg in die Division I bedeutete. Ein Jahr später gewann sie ihre erste deutsche Meisterschaft mit Memmingen und erneut den DEB-Pokal.
2017 beendete Seitz ihre Nationalteamkarriere aus beruflichen Gründen.
In den Jahren 2018 und 2019 gewann sie mit den Indians zwei weitere deutsche Meisterschaften, ehe sie 2019 ihre Karriere beendete. Heute arbeitet sie in einem Reisebüro.

## Erfolge und Auszeichnungen
- 2013 Gewinn des DEB-Pokals mit dem ECDC Memmingen
- 2016 Deutscher Meister mit dem ECDC Memmingen
- 2016 Gewinn des DEB-Pokals mit dem ECDC Memmingen
- 2017 Gewinn des EWHL Super Cups mit dem ECDC Memmingen
- 2017 Gewinn des DEB-Pokals mit dem ECDC Memmingen
- 2018 Deutscher Meister mit dem ECDC Memmingen
- 2018 Gewinn des DEB-Pokals mit dem ECDC Memmingen
- 2019 Deutscher Meister mit dem ECDC Memmingen

## Karrierestatistik
(Legende zur Spielerstatistik: Sp oder GP = absolvierte Spiele; T oder G = erzielte Tore; V oder A = erzielte Assists; Pkt oder Pts = erzielte Scorerpunkte; SM oder PIM = erhaltene Strafminuten; +/− = Plus/Minus-Bilanz; PP = erzielte Überzahltore; SH = erzielte Unterzahltore; GW = erzielte Siegtore; 1 Play-downs/Relegation; Kursiv: Statistik nicht vollständig)